# Kristina Carlson

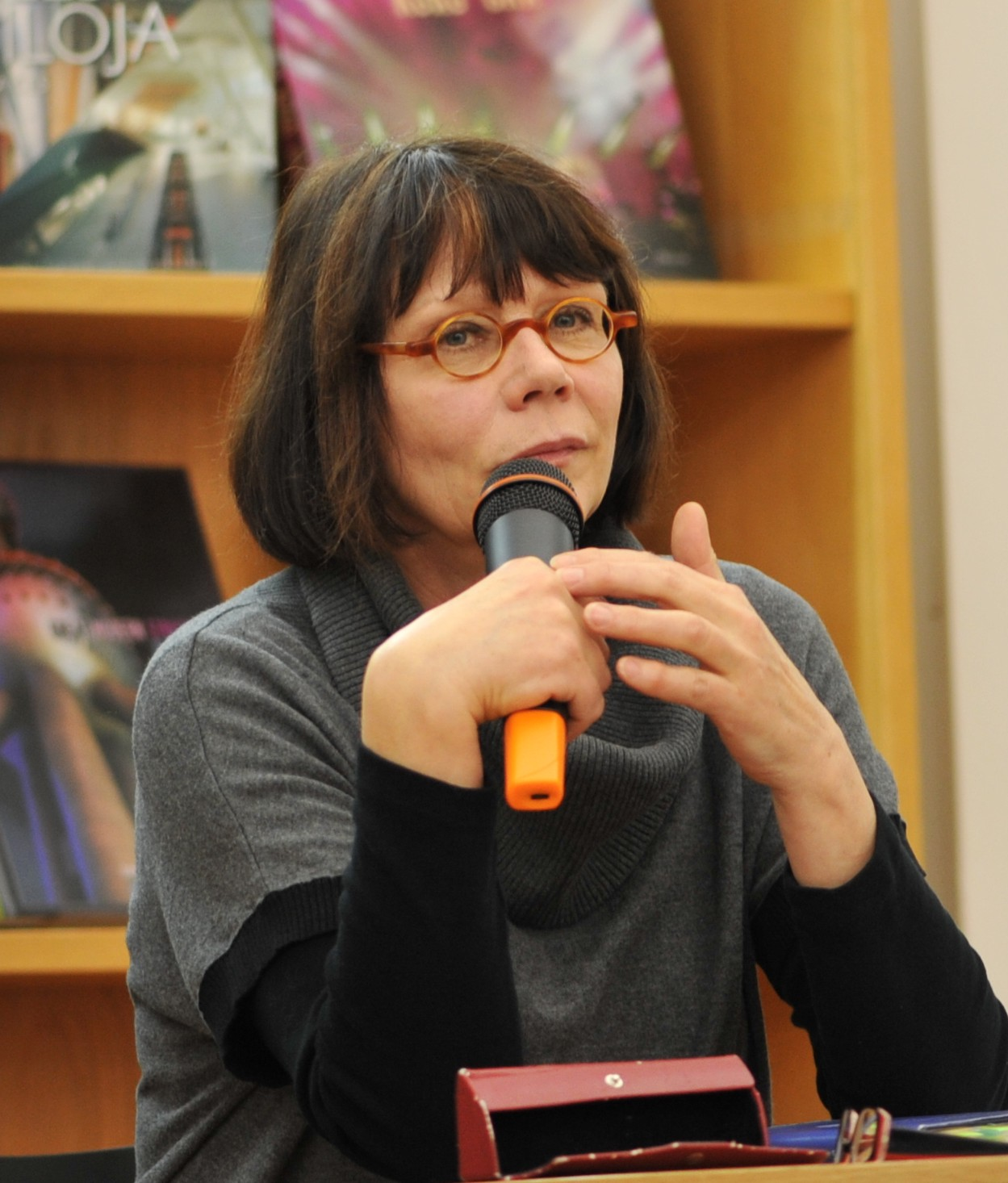
Kristina Carlson, 2009.

Anna Kristina Carlson, åren 1976–1986 Alapuro, född 31 juli 1949 i Helsingfors, är en finländsk författare.

## Biografi
Carlson studerade vid Helsingfors universitet från 1968 till 1974. Hon arbetade som redaktör för veckotidningen Suomen kuvalehti åren 1974–1996 och skriver fortfarande för den på frilansbasis. Hon var ordförande i Eino Leino-sällskapet från 1974 till 1994 och chefredaktör för tidskriften Books from Finland från 2001 till 2006. År 1986 debuterade hon med diktsamlingen Hämärän valo.
Carlsons romandebut, Maan ääreen, tilldelades år 1999 Finlandiapriset. Boken har översatts till tyska och även blivit radiopjäs. För sin andra roman, Herra Darwinin puutarhuri, erhöll hon år 2010 Statspriset för litteratur och Tack för boken-medaljen. Boken nominerades även till såväl Runebergspriset som Nordiska rådets litteraturpris. Den har översatts till engelska, estniska och tjeckiska. Carlsons tredje roman, William N. päiväkirja, nominerades 2011 till Finlandiapriset.
Carlson har även använt sig av pseudonymen Mari Lampinen under vilken hon har publicerat ungdomsböcker.

## Verk

### Som Kristina Carlson
- Hämärän valo. Helsingfors: Otava, 1986.
- Maan ääreen. Helsingfors: Otava, 1999.
- Herra Darwinin puutarhuri. Helsingfors: Otava, 2009.
- William N. päiväkirja. Helsingfors: Otava, 2011.

### Som Mari Lampinen
- Anni ja haaveiden loma. Jyväskylä, Helsingfors: Gummerus, 1996.
- Anni Kaukolan kartanossa. Jyväskylä, Helsingfors: Gummerus, 1996.
- Annin uudet ystävät. Jyväskylä, Helsingfors: Gummerus, 1996.
- Annin ensi-ilta. Jyväskylä, Helsingfors: Gummerus, 1997.
- Anni ja yllätystäti. Jyväskylä, Helsingfors: Gummerus, 1997.
- Anni ja lumienkeli. Jyväskylä, Helsingfors: Gummerus, 1997.
- Annin Pariisin kevät. Jyväskylä, Helsingfors: Gummerus, 1997.
- Anni ja karkulainen. Jyväskylä, Helsingfors: Gummerus, 1998.
- Anni tien päällä. Jyväskylä, Helsingfors: Gummerus, 1998.
- Anni, Abigail ja Dagda. Jyväskylä, Helsingfors: Gummerus, 1998.
- Anni ja Joona. Jyväskylä, Helsingfors: Gummerus, 1998.
- Annin uusi vuosi. Jyväskylä, Helsingfors: Gummerus, 1999.

## Priser och utmärkelser
- 1999 Finlandiapriset
- 2010 Statspriset för litteratur
- 2010 Tack för boken-medaljen